# Београдски круг (школа стрипа)
Београдски круг била је група стрип цртача који су радили у Београду 30-их година 20. века. Била је то београдска школа стрипа чувена и у светским размерама. Међу оснивачима ове групе био је Ђорђе Лобачев, један од пионира српског и југословенског стрипа.

## Чланови Београдског круга
Међу оснивачима Београдског круга највише је било руских емиграната који су у Београд дошли после Октобарске револуције. Велики број Руса међу пионирима београдског стрипа Ђорђе Лобачев објашњава чињеницом да Руси у већини случајева нису имали стално запослење а знали су да цртају. У то време цртање стрипова био је уносан и тражен посао, а хонорари су били довољни за пристојан живот. Цртачи окупљени око Београдског круга били су:
- Ђорђе Лобачев,
- Никола Навојев,
- Сергеј Соловјев,
- Константин Кузњецов,
- Ђука Јанковић,
- Алексије Ранхнер,
- Иван Шеншин и
- Бранко Видић као писац сценарија.[5]

## Рад Београдског круга
Чланови Београдског круга цртали су за бројне стрип магазине, али је међу највећим доприносима свакако био њихов рад у Мика Мишу, једном од најпопуларнијих српских стрип магазина у периоду пре Другог светског рата, који је излазио од 1936. до 1941. године. Својим радовима они су дали посебан печат овом листу, а популарност ликова које су креирали надмашила је многа славна имена америчке продукције, чији радови су објављивани у Мика Мишу.
Нису сви представници Београдског круга дали исти допринос престижу домаћег стваралаштва на страницама Мике Миша. По критеријумима естетског вредновања у први план избијају Сергеј Соловјев, Константин Кузњецов, Никола Навојев и Ђорђе Лобачев, али најревноснији сарадници били су, поред Кузњецова и Соловјева, Ђука Јанковић и Алексије Ранхнер. Кузњецов је истовремено радио и за Политикин забавник, а Соловјев за Микијево царство, док су Јанковић и Ранхнер били верни пре свега Мика Мишу и пратећим издањима матичног листа. Ђорђе Лобачев никада није био везан само за један лист. У периоду своје сарадње са Мика Мишом он је упоредо цртао и за Политику, а након покретања Микијевог царства и Политикиног забавника редовно је објављивао радове и у овим издањима. За разлику од Лобачева, Никола Навојев је у тренутку изласка првог броја Микијевог царства дефинитивно прекинуо сарадњу са Мика Мишом и заједно са Бранком Видићем остварио у новом листу изузетно велику продукцију, надмашивши у том погледу све остале југословенске ауторе. Нешто касније сличним путем кренуо је и Иван Шеншин, који је током 1940. и почетком 1941. године креирао за „Микијево царство“ већи број радова, премашујући комплетну дотадашњу продукцију остварену у периоду сарадње са Мика Мишом.
Изузев Ђорђа Лобачева, Николе Навојева и донекле Ивана Шеншина, сви остали чланови Београдског круга објавили су своје прве стрипове тек у Мика Мишу или неком од његових пратећих издања. За веома кратко време развили су се у врсне ствараоце изразито препознатљивог стила, достижући својим остварењима домете каквим се у предратном периоду није могла похвалити ни једна европска земља. У прилог томе говори и чињеница да је доста радова београдских аутора објављено и у Француској, мада је у то време амерички стрип апсолутно доминирао у европским издањима.

## Каснији утицај
Седамдесетих година 20. века група савремених стрип цртача, по угледу на некадашњи Београдски круг, направила је Београдски круг 2. Иницијатори ове идеје били су цртачи Бојан Ђукић и Владимир Весовић. Весовић је покретач и београдске школе стрипа „Ђорђе Лобачев“, коју води од 1992, као и један од покретача Међународног фестивала стрипа у Београду и неколико других стрипских манифестација.